# Olympische Sommerspiele 1984/Teilnehmer (Algerien)
| Gelbes Symbol für Goldmedaillen mit stilisierten Olympischen Ringen | Graues Symbol für Silbermedaillen mit stilisierten Olympischen Ringen | Braundes Symbol für Bronzemedaillen mit stilisierten Olympischen Ringen |
| ------------------------------------------------------------------- | --------------------------------------------------------------------- | ----------------------------------------------------------------------- |
| —                                                                   | —                                                                     | 2                                                                       |

Algerien nahm an den Olympischen Sommerspielen 1984 in Los Angeles, USA, mit einer Delegation von 33 Sportlern (allesamt Männer) teil.

## Medaillengewinner

### Bronze
| Name            | Sportart | Wettkampf         |
| --------------- | -------- | ----------------- |
| Mohamed Zaoui   | Boxen    | Mittelgewicht     |
| Mustapha Moussa | Boxen    | Halbschwergewicht |

## Teilnehmer nach Sportarten

### Boxen
- Mustapha Kouchene
Bantamgewicht: 17. Platz

- Azzedine Saïd
Federgewicht: 17. Platz

- Ikhlef Ahmed Hadj Allah
Halbweltergewicht: 9. Platz

- Kamel Aboud
Weltergewicht: 9. Platz

- Mohamed Zaoui
Mittelgewicht: Bronze

- Mustapha Moussa
Halbschwergewicht: Bronze

- Mohamed Bouchiche
Schwergewicht: 9. Platz

### Gewichtheben
- Ahmed Tarbi
Bantamgewicht: Disqualifiziert

- Noureddine Bekkouche
Federgewicht: DNF

### Handball
- Herrenmannschaft
12. Platz

- Kader
Abdel Krim Ben Djemil
Abdel Salem Ben Magh Soula
Abu Sofiane Draouci
Azzedine Ouhib
Brahim Bourdrali
Djaffar Bel Hocine
Kamel Maoudj
Kamel Ouchia
Mouloud Mekhnache
Hocine Ledra
Mourad Boussebt
Mustapha Doballah
Omar Azzeb
Rashid Mokhrani
Zineddine Mohamed Seghir

### Leichtathletik
- Ali Bakhta
200 Meter: Viertelfinale

- Ahmed Bel Kessam
800 Meter: Viertelfinale

- Mehdi Aidet
1500 Meter: Vorläufe

- Abderrahmane Morceli
1500 Meter: Vorläufe

- Abdel Razzak Bounour
5000 Meter: Halbfinale

- Abdelouaheb Ferguène
20 Kilometer Gehen: 26. Platz

- Benamar Kechkouche
20 Kilometer Gehen: 30. Platz

- Hakim Toumi
Hammerwurf: 17. Platz in der Qualifikation